# Óxido de manganeso(III)
El trioxido de manganeso es un compuesto químico. Tiene manganeso en su estado de oxidación +3. Su fórmula química es Mn2O3. Es un sólido marrón o negro. Se fabrica calentando el óxido de manganeso(IV) a una temperatura inferior a 800 °C (1.470 °F). Se fabrica en una célula alcalina cuando muere.